# Loup City
Loup City – miasto w Stanach Zjednoczonych, w stanie Nebraska, w hrabstwie Sherman. W 2000 r. miasto to zamieszkiwało 996 osób.
Loup City ze względu na bardzo liczną Polonię, bywa określane mianem "polskiej stolicy Nebraski" (ang. Polish Capital of Nebraska).